# 文拉妮
文拉妮 （1954年12月15日—），柬埔寨首相洪森的夫人，柬埔寨华人，中文名：文菊香，祖籍為中國海南，现任柬埔寨红十字会主席。出生于磅湛省，1976年1月5日与洪森结婚。2013年5月8日，诺罗敦·西哈莫尼国王赐封洪森夫人文拉妮女士为亲王，称文拉妮亲王。

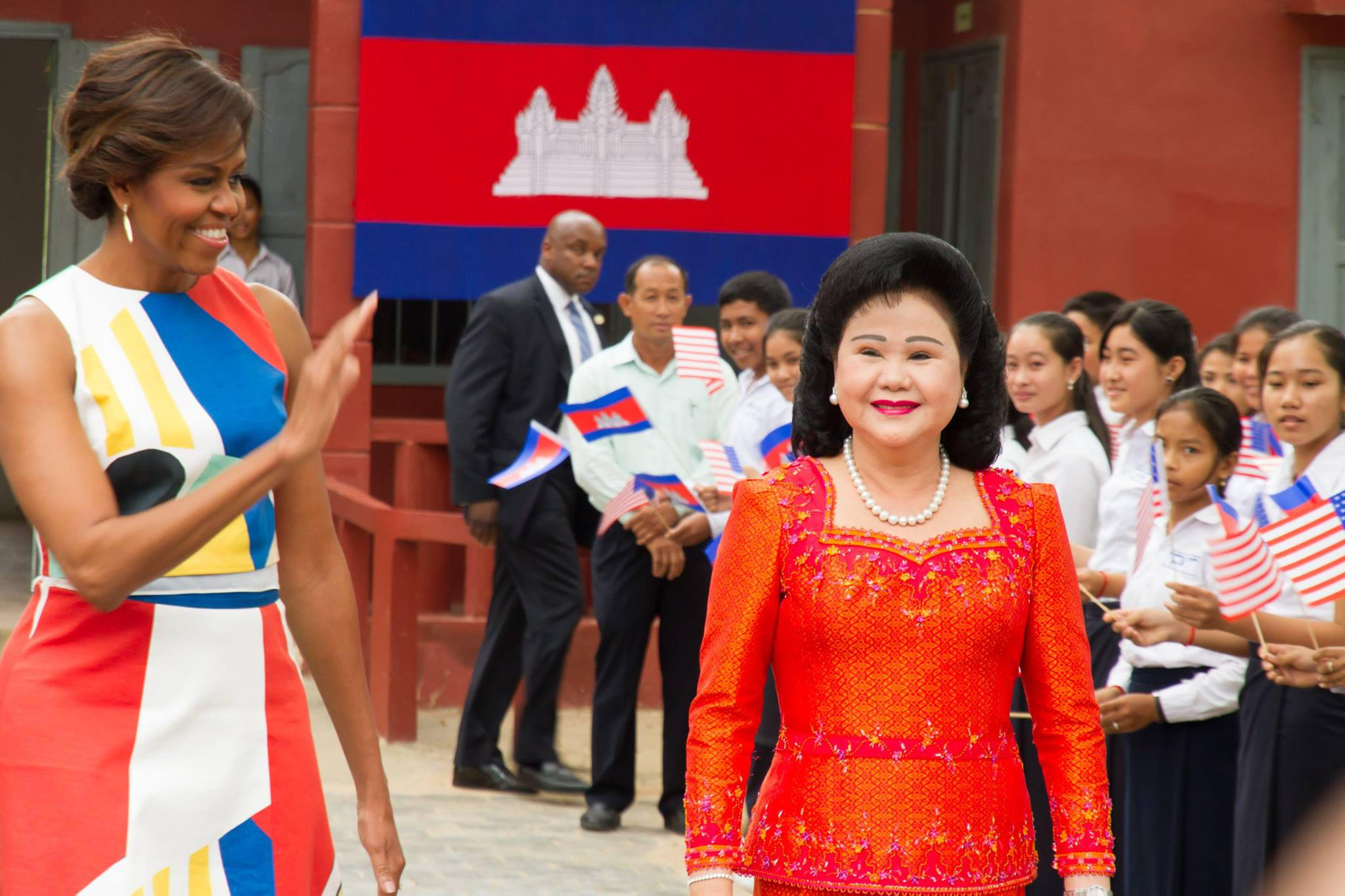
陪同美国第一夫人米歇尔·奥巴马于2015年3月21日访问暹粒省。

## 家庭
文拉妮丈夫为洪森，1952年8月5日出生，前柬埔寨总理。
- 长子洪玛奈，1977年10月20日出生。現任柬埔寨總理。
- 长女洪玛娜，1980年9月15日出生，留学法国。任国立吴哥博物馆馆长。
- 次子洪马尼特，1981年10月17日出生。
- 三子洪马尼，1982年11月27日出生。候任柬埔寨民政事務部長。
- 次女洪马丽，1983年12月30日出生。